# Suzanne Berne
Suzanne Berne (née le 17 janvier 1961) est une écrivaine américaine. Son roman A Crime in the Neighborhood est lauréat de l'Orange Prize for Fiction en 1999.

## Biographie
Suzanne Berne naît le 17 janvier 1961 à Washington Elle est diplômée de l'université Wesleyenne et de l'Iowa Writers' Workshop. Elle reçoit une bourse de la National Endowment for the Arts. Elle a enseigné à l'université Harvard et au Wellesley College.  Elle est professeur associée d'écriture créative au Boston College, mariée à Kenneth Kimmell, président de l'Union of Concerned Scientists. Ils ont deux enfants. 
Elle publie son roman A Crime in the Neighborhood en 1997 et gagne l'Orange Prize for Fiction 1999. 

## Romans
- Ladies, Gentlemen, Friends and Relations, University of Iowa, 1985[5]
- A Crime in the Neighborhood, Algonquin Books, 1997  (ISBN 978-1-56512-165-2)[6], traduit en français Un crime dans le quartier.
- The Ghost at the Table, Algonquin Books, 1997,  (ISBN 978-1-56512-334-2)[7]
- A Perfect Arrangement, Algonquin Books, 2001,  (ISBN 978-1-56512-261-1)[8]
- Missing Lucile: Memories of the Grandmother I Never Knew, Algonquin Books of Chapel Hill, 2010,  (ISBN 9781565126251)[9]